# Беганьский, Ян
Ян Ма́рек Бега́ньский (пол. Jan Marek Biegański; 4 декабря 2002, Гливице) — польский футболист, полузащитник клуба «Сивасспор» и молодёжной сборной Польши.

## Клубная карьера
Ян Беганьский является уроженцем города Гливице. Играть в футбол начинал в молодёжной команде клуба «Катовице». В 2015 году футболист перешел в клуб «Тыхы». В первой команде Беганьский дебютировал в сезоне 2017/18 и стал самым молодым дебютантом в истории клуба. В следующем сезоне Беганьский принял капитанскую повязку. Стал самым молодым капитаном в истории футбола. К тому времени Яну ещё не исполнилось 16 лет.
1 января 2021 года на правах свободного агента Беганьский перешел в клуб Экстраклассы «Лехия» из Гданьска. Первую игру в составе новой команды Беганьский провел 30 января 2021 года.

## Карьера в сборной
С 2018 года Ян Беганьски регулярно получает вызовы в юношеские сборные Польши всех возрастов. С 2021 года он выступает за молодёжную сборную Польши.